# Гавана Джинджер
Гавана Джинджер (англ. Havana Ginger), настоящее имя Моника Пендас (англ. Monica Pendas, род. 27 февраля 1984, Лос-Анджелес, Калифорния) — американская порноактриса и эротическая модель, член Зала Славы Urban X Award.

## Биография

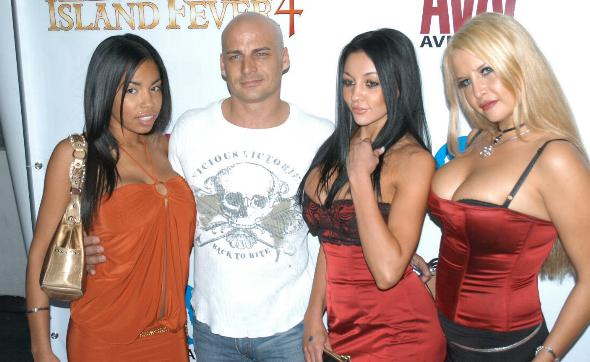
Гавана Джинджер, Бен Инглиш, Одри Битони и Энджел Кэссиди на вечеринке Digital Playground, посвящённой фильму Island Fever 4, 17 сентября 2006 г.

Родилась 27 февраля 1984 года в Лос-Анджелесе, выросла в Калифорнии. Имеет кубинские, испанские и индейские корни. У Гаваны есть сестра-близнец Савана Джинджер, также порноактриса.
Дебютировала в порноиндустрии в 2004 году, в возрасте около 20 лет. Первоначально использовала псевдоним Mika Brown. После смены имени на «Гавана Джинджер» известность и карьера стали бурно развиваться. Говорит, что мечтает снимать фильмы и открыть собственную студию.
В 2005 году стала первым контрактным исполнителем агентства LA Direct Models.
В груди Гаваны находятся солевые имплантаты объёмом 600 кубических сантиметров. Первоначально она просила хирурга ввести всего 550 кубических сантиметров, но говорит, что очнулась после операции и с удивлением обнаружила, что грудь больше, чем она ожидала.
В 2017 году была номинирована на XRCO Award в категории «лучшее возвращение». В 2019 году была номинирована в категории «лучшее возвращение» на Urban X Award, а также включена в Зал славы Urban X Award.
На август 2019 года снялась в 263 фильмах.

## Награды и номинации
- 2017 XRCO Award лучшее возвращение (номинация)
- 2019 Urban X Award возвращение года (номинация)
- 2019 включена в Зал славы Urban X Award[7]

## Избранная фильмография
- Great Big Tits 1
- Latin Mommas 2
- Strap-On Silicone Valley
- Tasty Titties